# غابابنتين
غابابنتين (بالإنجليزية: Gabapentin) الذي يباع تحت الاسم التجاري نيورونتين (Neurontin) من بين أمور أخرى، هو دواء مضاد للاختلاج يستخدم في المقام الأول لعلاج النوبات الجزئية وآلام الأعصاب. وهو دواء شائع الاستخدام لعلاج آلام الأعصاب الناجمة عن الاعتلال العصبي السكري، والألم العصبي التالي للهربس، والألم المركزي. وهو فعال إلى حد ما: حوالي 30-40٪ من الذين أعطوا جابابنتين لعلاج الاعتلال العصبي السكري أو الألم العصبي التالي للهربس لديهم فائدة كبيرة.

## التأثيرات الدوائية
كان غابابنتين في البداية توليفه لتقليد التركيبة الكيميائية للحمض جاما العصبي اميونوبوتريك(غابا)، ولكن لا يعتقد أن تعمل على نفس مستقبلات الدماغ.
عن آلية عمل الدقيق غير معروف، ولكن عملها العلاجي على آلام الأعصاب هو يعتقد أنها تنطوي على الجهد نوع-ن قنوات أيون الكالسيوم. فمن يعتقد أن ربط فرعية α2δ (1 و2)  من الجهد التي تعتمد على قنوات الكالسيوم في الجهاز العصبي المركزي. 

## المؤشرات
نظرا للتشكيلة واسعة من الظروف التي يمكن اعتبار غابابنتين العلاج لها، ومختلف المطالبات والمطالبات المضادة المحيطة به، هذا العرض للاستخدامات المبينة لغابابنتين حاولت فصل الاستخدامات المقبولة لإدارة الاغذية والعقاقير الاستخدامات المفترضة، والاستخدامات المتنازع عليها للمخدرات.

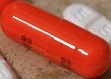
كبسولة من غابابنتن

### إثبات
غابابنتين جرت الموافقة عليه أصلا في الولايات المتحدة من قبل إدارة الغذاء والدواء (الهيئة) في عام 1994 لاستخدامها بوصفها الدواء مرافقة للسيطرة على النوبات الجزئية (فعالة عندما تضاف إلى غيرها من المخدرات الانتيسيشر). في عام 2002، أضيف مؤشرا لعلاج الألم العصبي بوستيربيتيك (ألم الأعصاب التالية القوباء المنطقية)، وغيرها من اعتلال الأعصاب المؤلم، والآلام العصبية ذات الصلة.
غابابنتين (يؤخذ عن طريق الفم) هو واحد من اثنين من الأدوية (الآخر فلومازينيل، والتي تدار عن طريق الوريد) المستخدمة في بروتوكول علاج البروميتا الباهظ الثمن الميثامفيتامين والكوكايين والإدمان على الكحول. يؤخذ غابابنتين بجرعة 1200 ملج تؤخذ في وقت النوم لفترة من 40 إلى 60 يوم. على الرغم من أن الجمع بين حقن فلومازينيل وأقراص غابابنتين هو العلاج المرخص، ليس هناك حظر على الطبيب وصف غابابنتين خارج بروتوكول البروميتا. كانت هناك تقارير من قبل مدمنين الميثامفيتامين أن غابابنتين وحدها في جرعة 1200 ملج عند النوم المتخذة ل40-60 يوما كانت فعالة في الحد من أعراض الانسحاب والقضاء على ما يقرب من الرغبة الشديدة أو الرغبة في تعاطي الميثامفيتامين.
كما أنه يساعد أولئك المدمنين على الأدوية الموصوفة للألم، ويقلل من أعراض الانسحاب. [بحاجة لمصدر]

### الإيجابية
كثيرا ما يستخدم الغابابنتين لعلاج أنواع مختلفة من الألم العصبي. وقد وجد أنها فعالة في الوقاية من الصداع النصفي المتكرر،  ألم الأعصاب ، ورأرأة، ، ومحددخارج التسمية (وهذا هو، من دون اتفاق رسمي التنظيمية) لهذه الشروط. هناك اعتقاد واسع بان الغابابنتين يعمل على مساعدة المرضى الذين يعانون من الألم المزمن ما بعد الجراحة (عادة ما يتسبب في الأعصاب التي انقطعت بطريق الخطأ في عملية ما وعندما النمو للخلف، إعادة الاتصال بشكل غير صحيح)، والآلام العصبية المرتبطة مع إصابة الحبل الشوكي. فإنه قد يكون فعالا في الحد من الألم والتشنج والتصلب المتعدد. ، وكما نجح أيضا في معالجة بعض حالات أعراض الألم المتوطن المعقد. 
غير مألوف بالنسبة للوصف القديم لغابابنتين لتحدث في سياق الصحة العقلية. كما تم التحقيق باعتباره استقرار المزاج العام لعلاج الاضطراب الثنائي القطب مع ميزة علاجية احتمالية لوجود آثار جانبية أقل من العقاقير أكثر رسوخا بين القطبين مثل الليثيوم وحمض فالبوريك على الرغم من أن العديد من التجارب أظهرت أنها ليست فعالة. إن الغابابنتين فائدته محدودة في علاج اضطرابات القلق، مثل اضطراب القلق الاجتماعي والوسواس القهري، والعلاج للاكتئاب المقاوم، والأرق. 
بالإضافة إلى ذلك، الغابابنتين تم وصفه للمرضى الذين يعالجون مع انقطاع الطمث للمركبات المضادة للأندروجيني للحد من انتشار وشدة الهبات الساخنة المصاحبة  فقد كان يوصف أحيانا لعلاج طنين ذاتي مجهول السبب، على الرغم من العمى المضاعف، عشوائية التجربة المحكمة وجدت هذا غير فعال. قد يساعد الغابابنتين في تعميق النوم، بما يؤثر إيجابيا على مرحلة 4 للنوم، والحد من الأرق خلال الليل [بحاجة لمصدر] فإنه من المحتمل أن تكون مفيدة لكلا من بداية النوم والمحافظة على النوم.[بحاجة لمصدر] قد يوصف الغابابنتين أحيانا لمتلازمة (قلق السيقان المتلازمة). أخيرا، قد تكون فعالة في علاج الاكاسزيا—نادرة من الآثار الجانبية للمضادات الذهان النمطية التي تسبب هيجان شديد وقلق. [بحاجة لمصدر]
لقد استخدم الغابابنتين أيضا في علاج بعض أعراض الانسحاب الأفيونية.

### السلبية
كان هناك جدل متزايد فيما يتعلق بالنفسية خارج التسمية لاستخدام غابابنتين. على الرغم من أن بعض الدراسات الصغيرة، وغير خاضعة للرقابة في التسعينات—ومعظمها برعاية غابابنتين الشركة المصنعة—اقترح غابابنتين لعلاج الاضطراب الثنائي القطب قد تكون واعدة،  أخرى أكثر حداثة وأفضل الدراسات التي تسيطر عليها قد وجدت أنه ليكون هناك أكثر فعالية (و دراسة واحدة، أقل قليلا فعالة) من العلاج الوهمي. بعد ذلك إلى لاكتساب الشركات لصاحب البراءة الأصلية، شركة فايزر الدوائية اعترف بأنه كانت هناك انتهاكات المبادئ التوجيهية لإدارة الاغذية والعقاقير فيما يتعلق بتعزيز غير مثبتة خارج التسمية يستخدم لغابابنتين في قضية فرانكلين ضد فايزر. المخاوف من الآثار المشوهة لشركة فايزر للممارسات والبحوث على الفاعلية الممثلة لغابابنتين وقد تم التلخيص الطبية. لمشروع لدعوى الوصول للوصفة في 10 أغسطس 2008 مقال كتبه كاي ديكيرسين، دكتوراه في الطب، دكتوراهدال، وهو باحث من التحيز في النشر في جامعة براون.
على الرغم من هذا الجدل، لا يزال العديد من الأطباء النفسيين تنص على مجموعة متنوعة من الأغراض خارج التسمية. كثيرا ما حاول كعلاج بديل، عند المرضى غير قادرين على تحمل الآثار الجانبية لمزيد من مثبتات المزاج ثبت مثل الليثيوم ؛ أو أكثر في كثير من الأحيان، فإنه يشرع على أساس المضاربة بوصفها العلاج المساعدة، عند واحدة من العلاج بالعقاقير دأبت على عدم تحقيق نتائج ايجابية بما فيه الكفاية.

## الاحتياطات
تناول الغابابنتين ينبغي ألا يتوقف فجأة بعد استخدامه على المدى الطويل. الانسحاب السريع أو المفاجئ قد يؤدي إلى أعراض مشابهة لانسحاب الكحول أو الانسحاب البنزوديازيبينات. التخفيض التدريجي على مدى أسابيع أو شهور يساعد على تقليل أو منع أعراض الانسحاب.

## الآثار الضارة

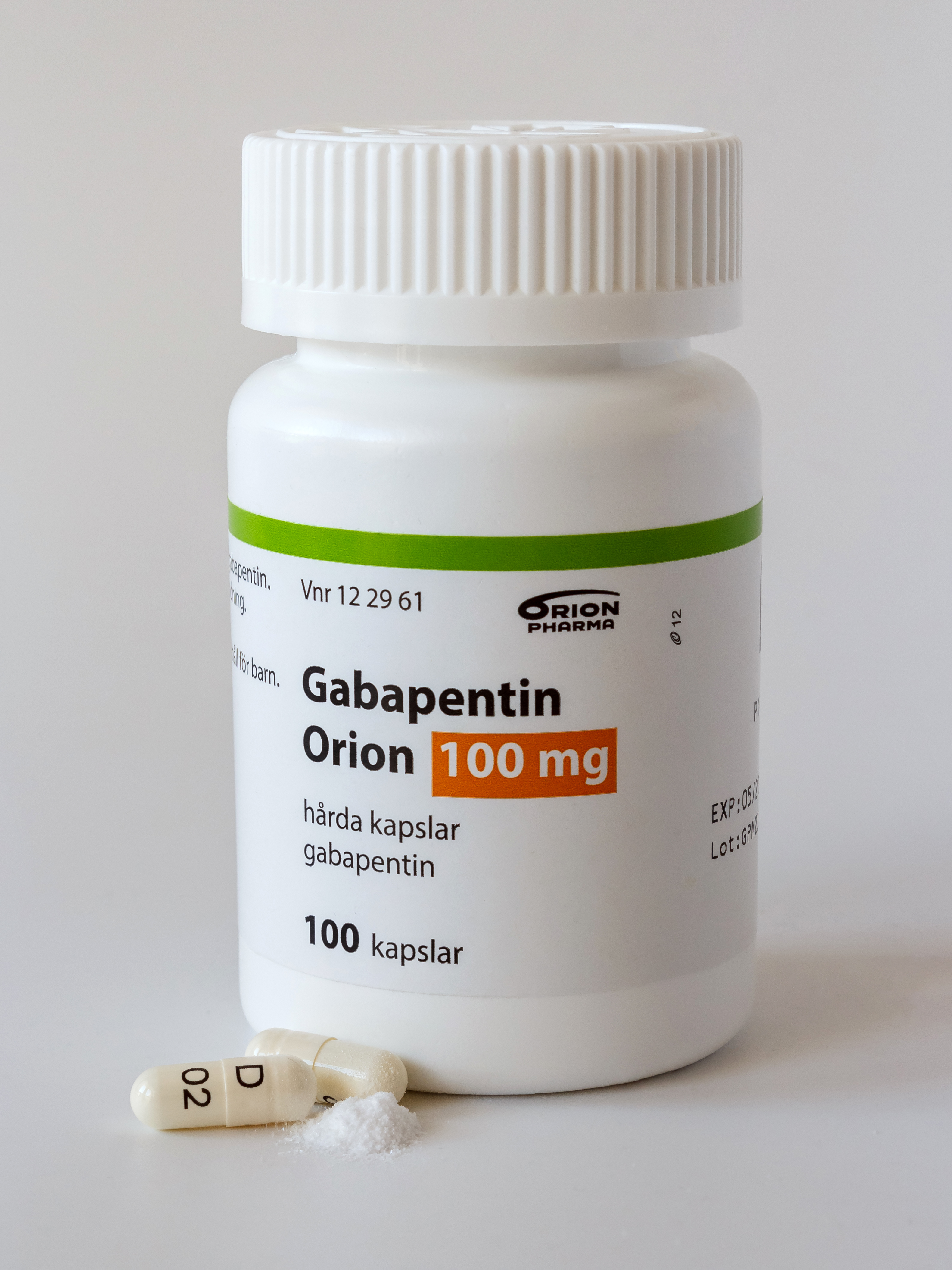
علبة جابابنتين أوريون

من الآثار الجانبية للغابابنتين والتي تعد الأكثر شيوعا لدى المرضى البالغين وتشمل الدوخة، والخمول، ووذمة المحيطية (تورم الجسم) ؛  هذه تحدث بشكل رئيسي عند تناول جرعات أعلى، للمسنين. أيضا، لوحظت الأطفال 3-12 سنة من العمر ليكون عرضة للإصابة خفيفة إلى معتدلة للتقلبات مزاجية، والعداء، ومشاكل التركيز وفرط النشاط. على الرغم من الندرة، هناك عدة حالات من تسمم الكبد سجلت في المادة. ينبغي توخي الدقة عند استحدام الغابابنتين في مرضى الفشل الكلوي نتيجة للتراكم الممكن والسمية.
زيادة في تشكيل ادينوكارسينوما لوحظ في الفئران خلال التجارب قبل السريرية، ولكن الخطورة السريرية لهذه النتائج لا تزال غير محددة. وكما هو معروف يعمل الغابابنتين علي للحث على البنكرياس اكينار سرطان الخلايا في الفئران من خلال آلية غير معروفة، ربما عن طريق تحفيز الحمض النووي ؛ هذه الأورام لم تؤثر على عمر الفئران ولم ميتاستاسيزe. 

## الاستخدام الترفيهي
على الرغم من أن الغابابنتين ليس مادة خاضعة للرقابة، فإنه لا تنتج الآثار النفسية التي يمكن أن تؤدي إلى استعمالها لأغراض الترفيه والمخدرات. [بحاجة لمصدر] ومع ذلك، فإنه يعتبر على نطاق واسع بأن احتمالات إساءة استعمالها ضئيلة أو معدومة. بيرجابيلن، وهو عبارة عن غابابنتينيويد بقدرة أعلى تسويقية لآلام الأعصاب، هو مادة خاضعة للرقابة، في إطار الجدول الخامس للولايات المتحدة 'قانون المواد الخاضعة للرقابة.

## خطر الانتحار
إدارة الاغذية والعقاقير قد اصدرت تحذيرا من تزايد خطر الأفكار الانتحارية والسلوكيات عند المرضى الذين يتناولون الغابابنتين. تحليل مستقل من قبل إدارة الاغذية والعقاقير أظهرت أن مضاد المخدرات، بما في ذلك غابابنتين، يمكن أن تزيد من الأفكار الانتحارية في المرضى. التسمية المعتمدة للنيورونتين يشمل الآن تحذيرا حول خطر متزايد من أفكار انتحارية أو إجراءات ووضع دليل لمساعدة المرضى على فهم هذا الخطر 
في يوليو / تموز من عام 2009، وهي أول قضية ضد شركة فايزر، صانع النيورونتين، وذهب إلى المحاكمة، وهناك ما يقدر بنحو 1200 حالة معلقة فيما يتعلق بسلامة النيورونتين. على الرغم من أن المتحدثة باسم شركة فايزر أشار إلى أن «الأدلة العلمية الموثوقة لا تثبت وجود علاقة سببية بين النيورونتين المعاملة والسلوك الانتحاري،» تحليل إدارة الاغذية والعقاقير العثور على ارتفاع 80 في المئة في الميول والسلوك الانتحاري في البيانات من 199 من الدراسات عن الغابابنتين ومضادات أخرى 

## المبيعات
إن الغابابنتين هو المعروف بالأفضل تحت الاسم التجاري نيورونتين المصنعة من قبل شركة فايزر الفرعية بارك-ديفيز. وقال فايزر الفرعية المسماة جرينستون الأسواق العامة لغابابنتين.
في ديسمبر 2004، وافقت إدارة الاغذية والعقاقير موافقة نهائية على المعادل بشكل عام لنيورونتين التي قدمتها شركة تيفا الإسرائيلية.
النيورونتين هي واحدة من أفضل شركات فايزر لبيع الادوية، وكان واحدا من أكثر 50 - عقاقير في الولايات المتحدة في عام 2003. ومع ذلك، في السنوات الأخيرة، وفايزر قد حان لانتقادات شديدة لتسويق النيورونتين، الذي يواجه مزاعم بأن وراء الكواليس، بارك-ديفيز تسويق العقار لا يقل عن اثني عشر من المفترض الاستخدامات التي المخدرات لم افقت هيئة التنمية الحرجية.

### فرانكلينقضيةضد شركة فايزر
حسب بعض التقديرات، ما يسمى خارج الوصفات التسمية على حوالي 90 ٪ من مبيعات نيورونتين.
بينما خارج الوصفات هي التسمية الشائعة لعدد من الأدوية وقانونية تماما (إن لم يكن دائما مناسبا)، والتسويق للخارج التسمية يستخدم من المخدرات غير المشروعة بشكل صارم. في عام 2004، وافق وارنر لامبرت في الاعتراف بالذنب ودفع 430 مليون دولار على شكل غرامات لتسوية اتهامات مدنية وجنائية بشأن التسويق غير المشروع للنيورونتين لأغراض خارج التسمية، ومزيد من الإجراءات القانونية لا يزال معلقا. لمحاكم ولاية نيويورك، على سبيل المثال، رفضت التصديق على فئة من الأطراف المتضررة الذي تولى النيورونتين للاستخدام خارج التسمية، يجد أنها قد فشلت في الدولة التي كانت لديهم أية إصابات.
جامعة كاليفورنيا، سان فرانسيسكو (يو سي إس إف) قد حفظت ، ودرس  الوثائق التي نشرها هذه الحالة، التي تفتح نافذة فريدة من نوعها في مجال الترويج والتسويق غير القانوني للمستحضرات الصيدلانية. ومع ذلك، تحتفظ شركة فايزر أن هذا النشاط غير المشروع نشأت في عام 1996، وذلك قبل أن يكتسب بارك ديفيس (من خلال استحواذها على وارنر لامبرت) في عام 2000. وهناك عدة دعاوى قضائية جارية من الأشخاص الذين تم غابابنتين المقررة للعلاج خارج التسمية من الهوس الاكتئابي في وقت لاحق أو حاول الانتحار.

## أدوية ذات علاقة
بارك-ديفيز طوروا عقارا يسمى بريغابالين ليكون خلفا للغابابنتين، الذي جاء إلى السوق من قبل شركة فايزر العقار ليريكا بعد أن اكتسبوا وارنر لامبرت. البيرجابيلن هو متعلق بالتركيبة لغابابنتين وتتم الموافقة عليها لعلاج الصرع، وآلام الأعصاب المرتبطة بداء السكري، فيبروميالغيا، بعد العقبولية العصبي، واضطراب القلق العام.

## أنظر أيضا
- رأرأة نواسية

## وصلات خارجية
- غابابنتين المعلومات من مدلاين بلس
- أخبار المادة المتعلقة بالنيورونتين قبالة مستوطنة وتسويق العلامة ل/ استخدام
- موقع للالفرعية جرينستون من بارك-ديفيز
- موقع الكتروني لانتظار دعوى جماعية ضد شركة فايزر

قالب:GABAergics